# Painkiller (Three Days Grace)
Painkiller è un singolo del gruppo musicale canadese Three Days Grace, il primo estratto dal quinto album in studio Human e pubblicato il 1º aprile 2014.

## La canzone
Scritta dal gruppo stesso insieme a Johnny Andrews, Gavin Brown (produttore del brano) e Doug Oliver, si tratta della prima pubblicazione del gruppo insieme al cantante Matt Walst.

## Tracce
1. Painkiller – 2:58

## Formazione
Gruppo
- Matt Walst – voce
- Barry Stock – chitarra
- Brad Walst – basso, voce
- Neil Sanderson – batteria, voce, tastiera, programmazione

Produzione
- Gavin Brown – produzione
- Lenny DeRose – registrazione
- David Mohacsi, Alastair Sims – editing Pro Tools
- Kevin O'Leary, Alex Krotz, Trevor Anderson – assistenza in studio
- Chris Lord-Alge – missaggio
- Keith Armstrong, Nik Karpen – assistenza missaggio
- Dmitar "Dim-E" Krnjaic – assistenza aggiuntiva
- Joe LaPorta – mastering